# Cheektowaga
Cheektowaga és una concentració de població designada pel cens dels Estats Units a l'estat de Nova York. Segons el cens del 2000 tenia 79.988 habitants.

## Demografia
Segons el cens del 2000, Cheektowaga tenia 79.988 habitants, 34.188 habitatges, i 21.914 famílies. La densitat de població era de 1.213,5 habitants per km².
Dels 34.188 habitatges en un 25,5% hi vivien nens de menys de 18 anys, en un 49,2% hi vivien parelles casades, en un 11,4% dones solteres, i en un 35,9% no eren unitats familiars. En el 30,9% dels habitatges hi vivien persones soles el 15,6% de les quals corresponia a persones de 65 anys o més que vivien soles. El nombre mitjà de persones vivint en cada habitatge era de 2,31 i el nombre mitjà de persones que vivien en cada família era de 2,91.
Per edats la població es repartia de la següent manera: un 20,6% tenia menys de 18 anys, un 7,2% entre 18 i 24, un 28,6% entre 25 i 44, un 23% de 45 a 60 i un 20,6% 65 anys o més.
L'edat mediana era de 41 anys. Per cada 100 dones de 18 o més anys hi havia 83,9 homes.
La renda mediana per habitatge era de 37.928 $ i la renda mediana per família de 46.486 $. Els homes tenien una renda mediana de 34.565 $ mentre que les dones 25.415 $. La renda per capita de la població era de 19.796 $. Entorn del 4,6% de les famílies i el 6,5% de la població estaven per davall del llindar de pobresa.